# Spodoptera pectinata
Spodoptera pectinata là một loài bướm đêm trong họ Noctuidae.